# Tsagveri
Tsagveri (en georgiano: წაღვერი) es un asentamiento urbano del suroeste de Georgia, situado en el norte de la región de Mesjetia-Yavajetia y parte del municipio de Boryomi.  

## Geografía
Tsagveri se sitúa en las estribaciones de la cordillera de Trialeti, a 14 km de Boryomi.  

### Clima
El complejo vacacional tiene inviernos moderadamente templados y nevados y veranos moderadamente cálidos.

## Historia
Tsagveli aparece mencionado por primera vez en los escritos de Vajushti de Kartli. Se piensa que este es el mismo topónimo que Tsagvli, ubicado en la región de Iberia Interior. En los años 30 del siglo XIX, el zar reasentó aquí a algunos de los emigrantes de la gobernación de Poltava. 
Tsagveri tiene el estatus de asentamiento de tipo urbano desde 1926 por su importancia como balneario climático de baja montaña. Las casas residenciales en el pueblo se construyeron según el proyecto del arquitecto Gueorgui Lezhava. 

## Demografía
La evolución demográfica de Tsagveri entre 1939 y 2014 fue la siguiente:
| 1225                                            | 3187 | 1275 | 1192 | 1144 | 1100 | 799 |
| (Fuente: Population of Georgia in Soviet times) |      |      |      |      |      |     |

Según el censo de 2014, los georgianos constituían el 90% de la población local.
|              | 1939      | 1939       | 2014      | 2014       |
| Grupo étnico | Población | Porcentaje | Población | Porcentaje |
| ------------ | --------- | ---------- | --------- | ---------- |
| Georgianos   | 970       | 79,2%      | 717       | 89,73%     |
| Rusos        | 52        | 4,2%       | 6         | 0,76%      |
| Ucranianos   | 52        | 4,2%       | -         | -          |
| Armenios     | 106       | 8,7%       | 64        | 8,01%      |
| Osetios      | 92        | 7,5%       | 9         | 1,12%      |
| Griegos      | 3         | 0,2%       | -         | -          |
| Judíos       | 1         | 0,1%       | -         | -          |
| Total        | 1225      | 100%       | 799       | 100%       |

## Infraestructura

### Transporte
La carretera Boryomi-Ajalkalaki pasa por aquí, y en Tsagveri hay una estación de tren en la línea Boryomi-Bakuriani.  